# Svizzera ai Giochi della XIX Olimpiade
La Svizzera partecipò ai Giochi della XIX Olimpiade che si sono svolti a Città del Messico dal 12 al 27 ottobre 1968, con una delegazione di 85 atleti impegnati in 12 discipline per un totale di 68 competizioni. Portabandiera fu il cavaliere Paul Weier, alla sua terza Olimpiade.
Il bottino della squadra, sempre presente ai Giochi estivi, fu di una medaglia d'argento e quattro di bronzo.

## Medagliere

### Per discipline
| Sport       | Oro | Argento | Bronzo | Totale |
| ----------- | --- | ------- | ------ | ------ |
| Vela        | 0   | 1       | 0      | 1      |
| Canottaggio | 0   | 0       | 1      | 1      |
| Ciclismo    | 0   | 0       | 1      | 1      |
| Equitazione | 0   | 0       | 1      | 1      |
| Tiro        | 0   | 0       | 1      | 1      |
| Totale      | 0   | 1       | 4      | 5      |

### Medaglie
| Medaglia | Atleta                                                                   | Sport       | Evento                           |
| -------- | ------------------------------------------------------------------------ | ----------- | -------------------------------- |
| Argento  | Louis Noverraz Bernard Dunand Marcel Stern                               | Vela        | 5,5 metri                        |
| Bronzo   | Denis Oswald Hugo Waser Peter Bolliger Jakob Grob Tim. Gottlieb Fröhlich | Canottaggio | Quattro con maschile             |
| Bronzo   | Xaver Kurmann                                                            | Ciclismo    | Inseguimento individuale         |
| Bronzo   | Gustav Fischer Henri Chammartin Marianne Gossweiler                      | Equitazione | Dressage a squadre               |
| Bronzo   | Kurt Müller                                                              | Tiro        | Carabina 300 metri tre posizioni |